# Станешти-Лунка (Валча)
Станешти-Лунка (рум. Stănești-Lunca) насеље је у Румунији у округу Валча у општини Лунђешти. Oпштина се налази на надморској висини од 165 m.

## Становништво
Према подацима из 2002. године у насељу је живело 669 становника, од којих су сви румунске националности.